# Jelas polje s ribnjacima
Jelas polje s ribnjacima este o arie protejată (sit de importanță comunitară — SCI) din Croația întinsă pe o suprafață de 4.747,43 ha, integral pe uscat.

## Localizare
Centrul sitului Jelas polje s ribnjacima este situat la coordonatele 45°08′02″N 17°51′55″E / 45.134025°N 17.865305°E.

## Înființare
Situl Jelas polje s ribnjacima a fost declarat sit de importanță comunitară în iulie 2013 pentru a proteja 5 specii de animale.

## Biodiversitate
Situată în ecoregiunea continentală, aria protejată conține 1 habitat natural: Ape stătătoare oligotrofe până la mezotrofe, cu vegetație de Littorelletea uniflorae și/sau de Isoëto-Nanojuncetea.
La baza desemnării sitului se află mai multe specii protejate:
- amfibieni (1): buhai de baltă cu burta roșie (Bombina bombina)
- mamifere (2): liliac cârn (Barbastella barbastellus), vidră de râu (Lutra lutra)
- nevertebrate (1): libelule (Leucorrhinia pectoralis)
- reptile (1): țestoasa de baltă (Emys orbicularis)